# ジョン・ヒーズリー
ジョナサン・ポール・ヒーズリー（Jonathan Paul Heasley, 1997年1月27日 - ）は、アメリカ合衆国テキサス州コリン郡プレイノ出身のプロ野球選手（投手）。右投右打。MLBのシカゴ・ホワイトソックス傘下所属。

## 経歴

### プロ入りとロイヤルズ時代
2018年のMLBドラフト13巡目（全体392位）でカンザスシティ・ロイヤルズから指名され、プロ入り。契約後、傘下のルーキー級アリゾナリーグ・ロイヤルズでプロデビュー。パイオニアリーグのルーキー級アイダホフォールズ・チュカーズでもプレーし、12試合（先発11試合）に登板して1勝3敗、防御率5.15、35奪三振を記録した。
2019年はA級レキシントン・レジェンズでプレーし、25試合（先発20試合）に登板して8勝5敗、防御率3.12、120奪三振を記録した。
2020年はCOVID-19の影響でマイナーリーグの試合が開催されなかったため、公式戦の登板は無かった。
2021年、マイナーではAA級ノースウエストアーカンソー・ナチュラルズでプレーし、22試合（先発21試合）に登板して7勝3敗、防御率3.33、120奪三振を記録した。 9月17日にメジャー契約を結んでアクティブ・ロースター入りした。同日のシアトル・マリナーズ戦にて先発でメジャーデビューも、4回4失点で敗戦投手となった。この年メジャーでは3試合に先発登板して1勝1敗、防御率4.91、6奪三振を記録した。
2022年は21試合に先発登板して4勝10敗、防御率5.28、70奪三振を記録した。
2023年は12試合に登板して防御率7.20、9奪三振を記録した。

### オリオールズ時代
2023年12月18日にシーザー・エスピナルとのトレードで、ボルチモア・オリオールズへ移籍した。
迎えた2024年シーズンは3月31日にアクティブロースター入りして4試合に登板したが、思うような活躍が出来ず、7月24日にチェイス・マクダーモットの昇格に伴ってDFAとなり、翌25日に自由契約となった。この年はこれ以降、どのチームにも所属しなかった。

### ホワイトソックス傘下時代
2025年1月14日にシカゴ・ホワイトソックスとマイナー契約を結び、同年のスプリングトレーニングに招待選手として参加することになった。

## 投球スタイル
縦に大きく割れるカーブを最大の武器としている。

## 詳細情報

### 年度別投手成績
| 年 度    | 球 団    | 登 板 | 先 発 | 完 投 | 完 封 | 無 四 球 | 勝 利 | 敗 戦 | セ 丨 ブ | ホ 丨 ル ド | 勝 率 | 打 者 | 投 球 回 | 被 安 打 | 被 本 塁 打 | 与 四 球 | 敬 遠 | 与 死 球 | 奪 三 振 | 暴 投 | ボ 丨 ク | 失 点 | 自 責 点 | 防 御 率 | W H I P |
| -------- | -------- | ----- | ----- | ----- | ----- | -------- | ----- | ----- | -------- | ----------- | ----- | ----- | -------- | -------- | ----------- | -------- | ----- | -------- | -------- | ----- | -------- | ----- | -------- | -------- | ------- |
| 2021     | KC       | 3     | 3     | 0     | 0     | 0        | 1     | 1     | 0        | 0           | .500  | 59    | 14.2     | 15       | 3           | 3        | 0     | 2        | 6        | 0     | 0        | 8     | 8        | 4.91     | 1.23    |
| 2022     | KC       | 21    | 21    | 0     | 0     | 0        | 4     | 10    | 0        | 0           | .286  | 465   | 104.0    | 108      | 19          | 47       | 0     | 6        | 70       | 9     | 0        | 67    | 61       | 5.28     | 1.49    |
| 2023     | KC       | 12    | 0     | 0     | 0     | 0        | 0     | 0     | 0        | 1           | ----  | 63    | 15.0     | 17       | 5           | 2        | 0     | 1        | 9        | 1     | 0        | 13    | 12       | 7.20     | 1.27    |
| 2024     | BAL      | 4     | 0     | 0     | 0     | 0        | 0     | 1     | 0        | 0           | .000  | 29    | 5.1      | 10       | 2           | 3        | 0     | 1        | 4        | 1     | 0        | 11    | 10       | 16.88    | 2.44    |
| MLB：4年 | MLB：4年 | 39    | 24    | 0     | 0     | 0        | 5     | 12    | 0        | 1           | .294  | 616   | 139.0    | 150      | 29          | 55       | 0     | 10       | 89       | 11    | 0        | 99    | 91       | 5.89     | 1.47    |

- 2024年度シーズン終了時

### 年度別守備成績
| 年 度 | 球 団 | 投手（P） | 投手（P） | 投手（P） | 投手（P） | 投手（P） | 投手（P） |
| 年 度 | 球 団 | 試 合     | 刺 殺     | 補 殺     | 失 策     | 併 殺     | 守 備 率  |
| ----- | ----- | --------- | --------- | --------- | --------- | --------- | --------- |
| 2021  | KC    | 3         | 0         | 1         | 0         | 0         | 1.000     |
| 2022  | KC    | 21        | 4         | 5         | 1         | 1         | .900      |
| 2023  | KC    | 12        | 4         | 1         | 0         | 0         | 1.000     |
| MLB   | MLB   | 36        | 8         | 7         | 1         | 1         | .938      |

- 2023年度シーズン終了時

### 背番号
- 85（2021年）
- 49（2022年 - 2023年）
- 52 (2024年 - 同年5月23日)